# 아사쿠사 문화 관광 센터

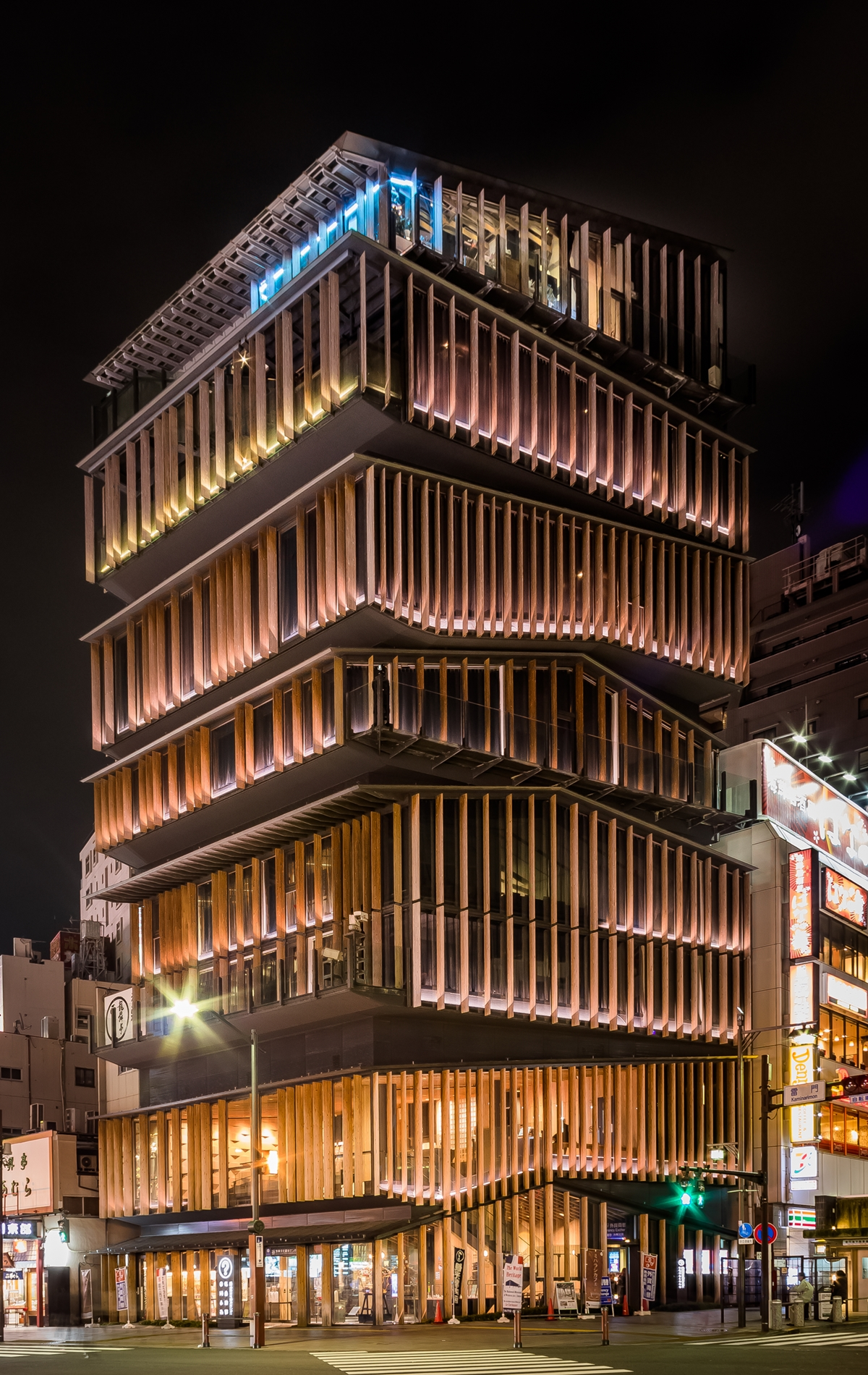
아사쿠사 문화 관광 센터

아사쿠사 문화 관광 센터(일본어: 浅草文化観光センター)는 일본 도쿄도 다이토구 가미나리몬 니초메에 있는 관광 안내소 등으로 구성된 복합시설이다.

## 역사
이 부지에는 원래 2층 건물의 은행 건물이 있었으며, 은행이 철수한 후 1985년에 다이토구가 매입하여 아사쿠사 문화관광센터를 개설하였다. 그 후 건물이 50년을 지나 노후화가 진행되었기 때문에 2008년에 재건축을 향한 공모가 행해졌고, 구마 겐고의 방안이 채용되었다. 총 사업비는 약 16억엔으로, 2012년 4월에 리뉴얼 오픈했다.

## 건축
단층집 가옥을 세로로 쌓은 것 같은 디자인이다. 각 층에는 삼나무의 불연재로 만들어진 수직 루버가 부착되어 있다. 쿠마 켄고는 설계 의도에 대해 "부지가 넓지 않기 때문에 펜슬빌딩이 되지 않도록, 또 아사쿠사의 거리에 맞도록 단층집을 쌓은 디자인으로 했다."고 말했다.
1층은 일본어 · 영어 · 한국어 · 중국어가 가능한 안내 카운터나 외화 환전소가 있으며 2층에는 관광 정보 코너가 설치되어 있다. 6층은 계단 모양의 다목적 공간으로 7층의 전시 공간과 함께 이벤트 등에 사용할 수 있다. 최상층의 8층은 무료 전망 테라스가 있다.
당초 계획에서는 높이 41.25m이었지만, 거리 풍경의 조화를 해치면서 센소지나 현지 상가로부터 반대를 하였다. 결과적으로 2m 정도 축소되어 높이 38.9m로 되었다.
2012년에는 굿 디자인상을 수상하였다.